# Olga Pavlovna de Russie
Olga Pavlovna de Russie (en russe : Ольга Павловна), née le 11 juillet 1792 à  Saint-Pétersbourg et morte le 15 janvier 1795 à Saint-Pétersbourg est une grande-duchesse de Russie.

## Biographie
Olga Pavlovna, née le 11 juillet 1792, est la cinquième fille de Paul Ier de Russie et de Sophie-Dorothée de Wurtemberg. Sa naissance déplaît à sa grand-mère paternelle Catherine II de Russie.
La grande-duchesse Olga Pavlovna de Russie décède le 15 janvier 1795. Sur les dix enfants du couple impérial, seule Olga Pavlovna meurt en bas âge.
En mémoire de la grande-duchesse Olga Pavlovna de Russie, le poète russe Gavrila Derjavine dédie une ode à la jeune défunte. Elle paraît sous le titre d'Ode à la mort de la Grande-Duchesse Olga.
Elle est inhumée en l'église de l'Annonciation du monastère Saint-Alexandre-Nevski.

## Distinctions
- 18 juillet 1792 : Ordre de Sainte-Catherine[2].

## Généalogie
Olga Pavlovna de Russie appartient à la première branche de la Maison d'Oldenbourg-Russie (Holstein-Gottorp-Romanov) issue de la première branche de la Maison d'Holstein-Gottorp, elle-même issue de la première branche de la Maison d'Oldenbourg.

## Sources
- Ievgeni Petrovitch Karnovitch, Les personnalités remarquables et énigmatiques du XVIIIe et XXe siècles (1re édition, 1884 ; 2e édition, 1893)
- Albina Danilova, Cinq princesses, filles de Paul Ier, Eksmo, 2004  (ISBN 5-699-07261-6)